# 達克希爾 (密西西比州)
達克希爾（英語：Duck Hill）是位於美國密西西比州蒙哥馬利縣的城鎮。

## 人口
根據2020年美國人口普查的數據，達克希爾的面積為2.68平方千米，皆為陸地。當地共有人口619人，而人口密度為每平方千米231人。